# Bugsnax
Bugsnax ist ein Adventure, das vom unabhängigen Entwickler Young Horses aus Chicago entwickelt wurde.

## Handlung
In dem Spiel erkunden die Spieler eine mysteriöse Insel und versuchen, die gleichnamigen, insektenartigen Kreaturen zu finden und zu fangen.

## Entwicklungs- und Veröffentlichungsgeschichte
Das Spiel wurde im Juni 2020 im Rahmen der von Sony live gestreamten Ankündigung der PlayStation 5 als Launchtitel enthüllt. Die britische Indie-Pop-Band Kero Kero Bonito sang den Titelsong des Spiels, der auch im Ankündigungstrailer zu hören war. Das Spiel wurde im November 2020 für die PlayStation 4 und PlayStation 5 sowie für macOS und Windows über den Epic Games Store veröffentlicht. Versionen des Spiels für Steam, Nintendo Switch, Xbox One und Xbox Series X/S wurden im April 2022 veröffentlicht, gefolgt von einer Portierung für iOS im Juli 2023.